# Chi Sá sùng
Chi Sá sùng (danh pháp khoa học: Sipunculus) là chi động vật thuộc họ Sá sùng. Loài này được Linnaeus mô tả khoa học vào năm 1766.

## Các loài
Chi Sá sùng gồm các loài sau:
- Sipunculus angasoides Chen, 1963
- Sipunculus clavatus de Blainville, 1827
- Sipunculus corallicolus Pourtalès, 1851
- Sipunculus echinorhynchus Chiaje, 1823
- Sipunculus gulfus Hylleberg, 2014
- Sipunculus indicus Peters, 1850
- Sipunculus lomonossovi Murina, 1968
- Sipunculus longipapillosus Murina, 1968
- Sipunculus macrorhynchus de Blainville, 1827
- Sipunculus marcusi Ditadi, 1976
- Sipunculus microrhynchus de Blainville, 1827
- Sipunculus mundanus Selenka & Bülow, 1883
- Sipunculus norvegicus Danielssen, 1869
- Sipunculus nudus Linnaeus, 1766
- Sipunculus phalloides (Pallas, 1774)
- Sipunculus polymyotus Fisher, 1947
- Sipunculus robustus Keferstein, 1865
- Sipunculus rubens Costa, 1860
- Sipunculus rufofimbriatus Blanchard, 1849
- Sipunculus saccatus Linnaeus, 1767
- Sipunculus thailandicus Hylleberg, 2014
- Sipunculus zenkevitchi Murina, 1969